# Jack Kiefer
Jack Carl Kiefer (ur. 25 stycznia 1924 w Cincinnati, zm. 10 sierpnia 1981 w Berkeley) – amerykański statystyk, współtwórca (wspólnie z Arjem Dvoretzkym i Jacobem Wolfowitzem) nierówności Dworetzkiego-Kiefera-Wolfowitza.